# Ed Budde
Edward Leon Budde (Highland Park, 2 de novembro de 1940 – 19 de dezembro de 2023) foi um jogador profissional de futebol americano estadunidense.

## Carreira
Ed Budde foi campeão da Super Bowl IV jogando pelo Kansas City Chiefs.

## Morte
Budde morreu no dia 19 de dezembro de 2023, aos 83 anos.